# Адольф фон Ольшевський
Герман Ернст Серафим Адольф фон Ольшевський (нім. Hermann Ernst Seraphim Adolf von Olszewski; 27 квітня 1828, Кенігсберг — 15 листопада 1907, Берлін) — прусський генерал-лейтенант.

## Біографія

### Життєпис
Адольф народився в сім'ї Генріха Серафима фон Ольшевського (1794—1837) та Мальвіни Маргарети (1802—1883). Його батько був останнім Гауптманом у 3-му старопрусському піхотному полку на Поршельні, Прусський округ Ейлау. Два прусських генерали — Генріх фон Ольшевський (1823—1918) та Євген фон Ольшевський (1826—1908) були братами Адольфа.

### Військова служба
У Кенігсберзі Адольф навчався в громадянській школі, а також навчався в Кадетських корпусах Кульма та Берліна. Після навчання, 2 травня 1846 року, був призначений мушкетером 3-го піхотного полку прусської армії. Там же, у серпні 1848 року, отримав звання другого лейтенанта. З листопада 1852 р. по вересень 1857 р. був ад'ютантом 2-го батальйону. Після підвищення до старшого лейтенанта Ольшевському було призначено командувати 3-ю ротою у 3-му полку ландверу в Ангербурзі. У середині січня 1860 року він отримав звання Гауптмана і 13 травня 1861 року був призначений командиром роти. На цій посаді Ольшевський брав участь у битві на Трутнові та битві при Кьоніггреці в 1866 році під час війни проти Австрії.
Після Мобілізації, під час війни з Францією, Ольшевський став командиром 2-го батальйону у Східнопрусському полку ландверу № 3, а 20 липня 1870 року з посадою майора вступив до 2-го батальйону Східнопрусського гренадерського полку № 3. Брав участь в облозі Неф-Бризаку та Бельфора й особливо відзначився в битві на Лізейні. Незадовго до укладання мирного договору Ольшевський повернувся до 2-го східнопрусського гренадерського полку № 3 як командир 2-го батальйону і 20 липня 1871 року був нагороджений Залізним хрестом 1-го класу за оборону замку Монбельяр. На початку липня 1875 р. здобув звання підполковника. 11 лютого 1879 року йому було доручено очолити 6-й Морський піхотний полк № 49. Через два місяці його було призначено командиром полку і на цій посаді 11 червня 1879 року він отримав звання полковника. З 12 липня 1884 р. по 3 лютого 1888 р. він був генерал-майором і командиром 3-ї піхотної бригади у Гданську. Невдовзі був переведений до офіцерської армії, де Ольшевському було наказано представляти інспектора 3-ї інспекції ландверу, а 16 травня 1888 року був призначений інспектором. 19 вересня 1888 року отримав звання генерал-лейтенанта. 22 березня 1889 року, після виходу на пенсію, Ольшевського було нагороджено орденом Корони 2-го класу із зіркою.
15 січня 1896 року в імператора Вільгельма II, з нагоди святкування релігійного свята, Адольфа було нагороджено Орденом Червоного орла другого класу. 18 листопада 1907 року Адольфа було поховано на цвинтарі в Альт-Шенеберзі.

### Сім'я
9 квітня 1855 року Адольф одружився з Елізабет Флорентин Папендік (1834—1891). 21 травня 1896 року, після смерті Елізабет, у Берліні одружився з Б'янкою Лессінг (1844—1928). Від першого шлюбу мав декілька дітей, серед яких прусський генерал-майор Курт фон Ольшевський (1860—1937).